# Saygrace
Saygrace, pseudonimo di Grace Sewell (Brisbane, 8 aprile 1997), è una cantante australiana.

## Biografia
Nativa della costa orientale australiana, Grace ha frequentato la All Hallows' School e la Our Lady of Lourdes Catholic Primary School a Sunnybank, un sobborgo di Brisbane. La sua è una famiglia di musicisti: i nonni sono andati in tournée con i Bee Gees, mentre suo fratello Conrad Sewell è noto per il suo featuring sul tormentone Firestone del DJ norvegese Kygo.
Grace ha firmato un contratto discografico con la Regime Music Societe e con la RCA Records nel 2015; si è quindi trasferita ad Atlanta per registrare insieme a Puff Daddy e Quincy Jones. A marzo 2015 ha pubblicato il suo singolo di debutto, una cover di You Don't Own Me di Lesley Gore, come tributo alla cantante scomparsa poco prima. Il pezzo è diventato un successo globale, arrivando in vetta alla classifica australiana e ottenendo un disco d'oro in Italia e un disco di platino negli Stati Uniti. L'album di debutto di Grace, FMA (acronimo di Forgive My Attitude), è uscito il 1º luglio 2016 e ha debuttato nella top 50 delle classifiche di Australia, Regno Unito e Stati Uniti.

## Discografia

### Album in studio
- 2016 - FMA

### EP
- 2015 - Memo
- 2020 - The Defining Moments of SayGrace: Girlhood, Fuckboys & Situationships

### Singoli

#### Come artista principale
- 2015 - You Don't Own Me (feat. G-Eazy)
- 2015 - Dirty Harry
- 2015 - Boyfriend Jeans
- 2016 - Hell of a Girl
- 2019 - Boys Ain't Shit
- 2019 - Doin' Too Much
- 2020 - Priorities
- 2020 - Gone
- 2020 - Girl
- 2020 - Feel Good
- 2020 - Used To

#### Come artista ospite
- 2017 - Honor (DJ Cassidy feat. Grace e Lil Yachty)